# پیر سینیبادی
پیر سینیبادی (فرانسوی: Pierre Sinibaldi‎; ۲۹ فوریهٔ ۱۹۲۴ – ۲۴ ژانویهٔ ۲۰۱۲) بازیکن و مربی فوتبال اهل فرانسه بود.
از باشگاه‌هایی که در آن بازی کرده‌است می‌توان به باشگاه فوتبال نانت، باشگاه فوتبال المپیک لیون، باشگاه فوتبال استاد رنس، باشگاه فوتبال تروا و باشگاه فوتبال المپیک لیون اشاره کرد.
وی همچنین در تیم ملی فوتبال فرانسه بازی کرده‌است.